# Nectar (albedo)
Nectar és una característica d'albedo a la superfície de Mart, localitzada amb el sistema de coordenades planetocèntriques a -27.72 ° latitud N i 288 ° longitud E. El nom va ser aprovat per la UAI l'any 1958 i fa referència al nèctar, la beguda dels déus.